# (444030) 2004 NT33
(444030) 2004 NT33, também escrito como (444030) 2004 NT33, é um objeto transnetuniano que está localizado no Cinturão de Kuiper, uma região do Sistema Solar. Este corpo celeste é classificado como um provável cubewano. (444030) 2004 NT33 possui uma magnitude absoluta de 4,4 Ele é um candidato com grande chance de ser um planeta anão. O astrônomo Mike Brown lista este objeto em sua página na internet como um candidato a possível planeta anão. Estimativas feias a partir de 2011, prevê que o mesmo tenha um diâmetro de cerca de 580 km. Esta estimativa é acima dos 554 km de 2008. A mais recente estimativa é de 423+87
−80 Km.

## Descoberta
(444030) 2004 NT33 foi descoberto no dia 13 de julho de 2004, pelo programa Near Earth Asteroid Tracking (NEAT).

## Órbita
A órbita de (444030) 2004 NT33 tem uma excentricidade de 0,148 e possui um semieixo maior de 43,257 UA. O seu periélio leva o mesmo a uma distância de 36,200 UA em relação ao Sol e seu afélio a 49,668 UA. Atualmente 2004 NT33 encontra-se a uma distância de 38,2 UA em relação ao Sol.